# Cynoglossopsis latifolia
Cynoglossopsis latifolia är en strävbladig växtart som först beskrevs av Ferdinand von Hochstetter och Achille Richard, och fick sitt nu gällande namn av A.Brand. Cynoglossopsis latifolia ingår i släktet Cynoglossopsis, och familjen strävbladiga växter. Inga underarter finns listade i Catalogue of Life.